# Joanna Rutkowska
Joanna Rutkowska (Varsòvia, Polònia, 1979/1980) és una informàtica polonesa coneguda principalment per la seva investigació en malware i seguretat de baix nivell. És la fundadora i directora en cap de l'empresa Invisible Things Lab, dedicada principalment a la investigació en seguretat informàtica, així com a la formació i l'assessorament. És considerada com una de les furoneres més rellevants del món actualment i la revista eWeek Magazine la va incloure a la llista Five Hackers who Left a Mark on 2006 (Cinc furoners que van deixar empremta el 2006).

## Biografia
Des de molt jove va mostrar un gran interès i enginy per a la informàtica. Ja a l'escola primària va començar a aprendre llenguatge de programació amb MS-DOS. Als 14 anys va crear el seu primer virus. Va acabar els seus estudis amb un Màster en Informàtica per la Universitat Politècnica de Varsòvia.
Va aconseguir inserir malware en el nucli kernel de Windows Vista utilitzant un rootkit desenvolupat per ella mateixa anomenat Blue Pill. Des de llavors ha estat convidada a nombroses conferències i esdeveniments relacionats amb el món de la informàtica i especialment de la seguretat.
El 2007 va fundar Invisible Things Lab, una companyia d'investigació en seguretat informàtica, centrada en malware i atacs a sistemes operatius, així com maneres de contrarestar-lo. També es dedica a cursos de formació i a impartir conferències, havent estat convidada en successives edicions de la Black Hat Briefings així com l'última edició de la Campus Party. En el si d'aquesta empresa, el 2010 ella i el seu col·laborador Rafal Wojtczuk van crear un nou sistema operatiu anomenat Qubes, focalitzat en proporcionar una seguretat més eficient per a ordinadors portàtils.

## Aportacions més destacades
Joanna Rutkowska ha treballat principalment en tres camps: la investigació i contraatac de malware que ataca els nuclis kernel dels sistemes operatius, seguretat dels sistemes de virtualització i programes de seguretat. Assenyala que existeix una debilitat inherent en els programes antivirus, ja que aquests consisteixen en una base de dades d'amenaces ja identificades i que per tant els sistemes són molt vulnerables a les noves amenaces. Ella mateixa afirma navegar sempre sense antivirus perquè sap com n'és de fàcil superar els sistemes de seguretat comercials i que sempre és més fàcil crear amenaces que combatre-les. En comptes d'antivirus, opina que les polítiques de seguretat s'haurien de dirigir a crear sistemes operatius segurs amb tecnologies eficaces contra els atacs.
Rutkowska afirma que el gran problema de seguretat de la majoria dels sistemes operatius existents és que funcionen amb grans nuclis que realitzen totes les funcions, de manera que si una amenaça aconsegueix introduir-s'hi té accés a tot el sistema. En contraposició a això, ella proposa la utilització de micronuclis que realitzin les funcions bàsiques i que la resta de processos tinguin lloc aïlladament, de manera que un atac al nucli no malmeti tot el sistema.
El 2010, Invisible Things Lab presenta el sistema operatiu Qubes, el qual utilitza característiques Linux, Xen i X Window. Pot utilitzar la majoria d'aplicacions i controladors del sistema Linux i més endavant els seus creadors volen que també pugui executar aplicacions del sistema Windows.